# Иванов, Павел Иванович (Герой Украины)
Па́вел Ива́нович Ивано́в (укр. Павло Іванович Іванов; 1999, Очаков — 12 апреля 2025) — украинский военный лётчик, майор, участник российско-украинской войны. Герой Украины (2025, посмертно).

## Биография
Родился в 1999 году в городе Очаков Николаевской области. Учился в Очаковской общеобразовательной школе.
До освоения истребителя F-16 пилотировал штурмовик Су-25, совершив более 130 боевых вылетов.
Погиб 12 апреля 2025 года в возрасте 26 лет во время выполнения боевого задания на истребителе F-16. Самолёт был сбит российской ракетой.

## Награды
- Звание «Герой Украины» с удостоением ордена «Золотая Звезда» (12 апреля 2025, посмертно) — за личное мужество и героизм, проявленные в защите государственного суверенитета и территориальной целостности Украины, верность военной присяге[6].
- Орден Богдана Хмельницкого II степени (26 февраля 2023) — за личное мужество и высокий профессионализм, проявленные в защите государственного суверенитета и территориальной целостности Украины, верность военной присяге[7].
- Орден Богдана Хмельницкого III степени (27 июля 2022) — за личное мужество и высокий профессионализм, проявленные в защите государственного суверенитета и территориальной целостности Украины, верность военной присяге[8].
- Орден «За мужество» III степени (13 марта 2025) — за личное мужество и самоотверженные действия, проявленные в защите государственного суверенитета и территориальной целостности Украины, верность военной присяге[9].